# 2983 Poltava
För andra betydelser, se Poltava (olika betydelser).
2983 Poltava eller 1981 RW2 är en asteroid i huvudbältet som upptäcktes den 2 september 1981 av den rysk-sovjetiske astronomen Nikolaj Tjernych vid Krims astrofysiska observatorium på Krim. Den har fått sitt namn efter den då sovjetiska staden Poltava.
Asteroiden har en diameter på ungefär 30 kilometer.